# 松源寺 (長野県高森町)
松源寺（しょうげんじ）は、長野県下伊那郡高森町にある臨済宗妙心寺派の寺院。山号は雲龍山。本尊は釋迦牟尼仏。

## 歴史
永正年間に信濃国伊那郡市田郷の地頭松岡氏によって建立された。開山は文叔瑞郁。遠江国龍潭寺の南渓瑞聞の師である黙宗瑞淵が文叔の弟子であることから、今川氏に追われた井伊直親が12年間にわたって匿われた。天正10年（1582年）の甲州征伐では織田信忠軍の兵火により堂塔が焼失した。慶長6年（1601年）には徳川家康から朱印状を発給された。
明治30年（1897年）に堂宇を焼失し、明治33年（1900年）に再建された。

## 所在地
- 長野県下伊那郡高森町下市田4389

## 交通アクセス
- 中央自動車道松川ICから車で約15分
- JR飯田線市田駅から車で約10分